# Dexithea
Dexithea is een kevergeslacht uit de familie van de boktorren (Cerambycidae). De wetenschappelijke naam van het geslacht werd voor het eerst geldig gepubliceerd in 1864 door Thomson.

## Soorten
Dexithea omvat de volgende soorten:
- Dexithea fabricii (Chevrolat, 1860)
- Dexithea humeralis Chemsak & Noguera, 2001
- Dexithea klugii (Castelnau & Gory, 1841)